# مارغريتا ستافيل
مارغريتا ستافيل (بالسويدية: Margareta Staffhell-Åkerman)‏ (1720-1762)، كانت فنانة تشالوجرافيا سويدية.

## سيرة شخصية
مارغريتا ستافيل ابنة كل من صانع الفضة جوستاف ستافيل (1683-1761) وكاثرينا أولوفسدوتر بيكمان. وهي أخت كل من صائغي الفضة غوستاف أندرياس ستافيل دي ( 1725-1772 ) وأندرياس ستافيل (1730-1794). وبنت عم الفنانة أولريكا باش (1735-1796). تزوجت من تاجر التوابل جين ماير في عام 1744 ثم، وفي عام 1759، تزوجت من صائغ الذهب بيتر بيتكرمان (1723-1792).
أنتجت النقوش عن طريق طريقة تشالكوغرافيا. وكان من بين أعمالها نسخ نقوش مارتن ديجاردان، وهي أحدث إصدارات جيرارد إديلينك وهياسنته ريجو. العديد من أعمالها تصور مشاهد توراتية. كانت منهمكة في مهنتها طوال حياتها، وبعد وفاتها تم إدراج الاستوديو الخاص بها بين ممتلكاتها.
و جزء من عملها المتمثل في مجموعة من النقوش معروض في المتحف الوطني السويدي.